# لایلا کرین
لایلا کرین (انگلیسی: Lila Crane) شخصیتی تخیلی است که توسط نویسنده آمریکایی رابرت بلاک در رمان هیجان‌انگیز روانی در سال ۱۹۵۹ خلق شده است. او خواهر ماریون کرین، قربانی نورمن بیتس، است. او به عنوان قهرمان واقعی رمان در فصل‌های پایانی، پس از چندین قهرمان دروغین از جمله خواهرش که به قتل رسیده، پدیدار می‌شود. لایلا توسط ورا مایلز در نسخه سینمایی ۱۹۶۰ (به کارگردانی آلفرد هیچکاک) و توسط جولین مور در نسخه ۱۹۹۸ به تصویر کشیده شده است. به‌علاوه، لایلا در رمان دنباله‌ای روانی ۲ در سال ۱۹۸۲، و دنبالهٔ سینمایی نامرتبط در سال ۱۹۸۳ با همین نام که در آن نقش هماورد داستان را دارد، ظاهر می‌شود.